# Verloren transport

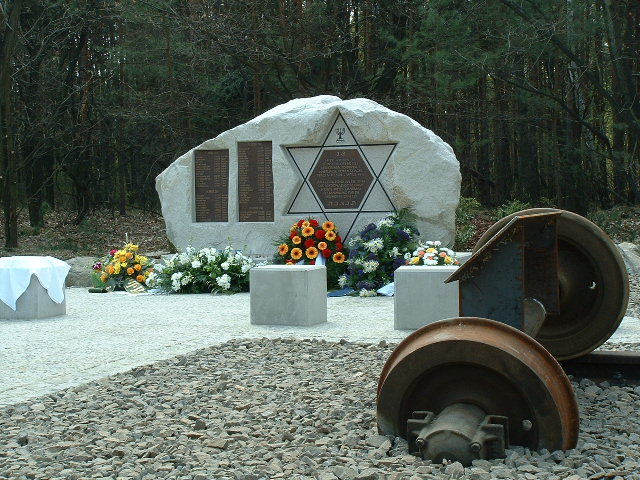
Joodse gedenkplaats in Schipkau (2007)

Het verloren transport, de verloren trein of de trein der verlorenen waren de laatste drie treinen waarmee kort voor het einde van de Tweede Wereldoorlog gevangenen werden afgevoerd uit concentratiekamp Bergen-Belsen, toen de Britse troepen het kamp naderden. De gevangenen waren slachtoffer van het nationaalsocialisme.
Bij het wegvoeren van gevangenen uit het kamp werden tussen 6 en 11 april 1945 drie goederentreinen volgeladen met in totaal ongeveer 6800 mensen, die door de SS Austauschjuden (letterlijk ruiljoden) genoemd werden. In feite waren het gijzelaars die op transport werden gesteld. Hun bestemming zou concentratiekamp Theresienstadt zijn, dat toen in het Protectoraat Bohemen en Moravië lag, nu in Tsjechië. Na de bevrijding van het vernietigingskamp Auschwitz in januari 1945 werd in Theresienstadt een gaskamer gebouwd, die echter nooit in gebruik is genomen.
De laatste van deze drie treinen maakte een dertien dagen durende dwaaltocht van meer dan zeshonderd kilometer door delen van Duitsland die nog niet door de geallieerden bezet waren. Het transport kwam uiteindelijk op open spoor tot stilstand in Tröbitz, een kleine gemeente in Brandenburg, zo'n zestig kilometer ten noorden van Dresden.
Op 23 april 1945 vonden oprukkende troepen van het Rode Leger de trein en bevrijdden de levende gevangenen. Ongeveer 200 mensen hadden de reis niet overleefd en in de weken die volgden, stierven door een epidemie nog 320 mensen aan de gevolgen van het dodentransport.

## Tijdlijn

### De drie transporten
De leider van de SS, Heinrich Himmler, had in maart 1944 bevolen dat een concentratiekamp geëvacueerd moest worden onder leiding van plaatselijke hogere SS- en politieleiders, wanneer de vijand in de buurt ervan zou komen. Als de vijand in 1945 een concentratiekamp naderde, werden de gevangenen in het kamp dan ook door de SS gedwongen tot dodenmarsen. Een deel van hen werd met treinen naar andere plaatsen en kampen afgevoerd. Een van de bestemmingen was Bergen-Belsen, dat al snel overvol was.
In dit kamp werden vanaf 1943 geselecteerde Joodse gevangenen geïnterneerd die als ruilmiddel konden dienen. Soms zaten zij daar gevangen met hun hele gezin. Deze Joden hadden een neutrale nationaliteit of juist een nationaliteit van de vijand. Ook werden zij daar wel gevangengezet wanneer zij speciale contacten met de vijand hadden. Als geïnterneerde 'ruiljoden' moesten zij geruild worden tegen Duitse geïnterneerde burgers of tegen harde valuta's. Ook wilden de nazi's via deze gevangenen "goed gedrag" van de neutrale landen afdwingen.
Toen de Britse troepen het concentratiekamp Bergen-Belsen in Landkreis Celle naderden, werden van 6 tot 11 april 1945 drie treinen met ongeveer 45 wagons samengesteld. De wagons waren deels verouderde derdeklas personenwagons, deels goederenwagons. De treinen moesten in totaal 6.800 mensen naar het concentratiekamp Theresienstadt overbrengen. Er was geen ontruiming van het gehele kamp voorzien: met goedkeuring van Himmler kwam het op 12 april 1945 tot een plaatselijke wapenstilstand en op 15 april 1945 werd het overbevolkte kamp, waar nog ongeveer 60.000 mensen gevangen zaten, overgedragen aan het Britse leger.
Het eerste transport vertrok op 6 april 1945 met 2.500 mensen vanaf het kampstation van Bergen-Belsen. De route liep zowel ten zuiden als ten westen van de Elbe via Uelzen, Salzwedel en Stendal. Het volgende transport, met 179 mensen, werd de dag erna aan het eerste transport gekoppeld. Op 13 of 14 april 1945 werd dit transport in de buurt van de plaatsen Farsleben en Zielitz bij Maagdenburg door Amerikaanse troepen bevrijd. Een tweede goederentrein met daarin 1.712 mensen, voornamelijk Hongaarse Joden, verliet Bergen-Belsen op 9 april 1945 en bereikte na een tocht van twee weken op 21 april 1945 zijn bestemming: Terezin / Theresienstadt. Het verdere lot van de weggevoerden is niet bekend. Het concentratiekamp Theresienstadt werd op 8 mei 1945 door het Rode Leger bevrijd, dat er 19.000 nog levende gevangenen aantrof.

### Tocht van het verloren transport van Bergen-Belsen tot aan Tröbitz
De trein voor het laatste transport was bestemd voor 2.400 mensen. De trein werd op 9 april 1945 in het kampstation samengesteld uit 24 oudere derdeklas personenwagons en 22 goederenwagons. Het transport verliet het met tyfus besmette concentratiekamp Bergen-Belsen in de nacht van 10 op 11 april 1945, slechts vijf dagen voordat het bevrijd zou worden. De gevangenen in de trein waren Joodse mannen, vrouwen en kinderen met meer dan twaalf verschillende nationaliteiten. Een derde van hen waren Nederlanders. De kwellende tocht leidde door delen van het nog niet door de geallieerden bezette Duitsland. Het transport ging eerst door Soltau, Lüneburg en Büchen, daarna richting Berlijn waar het uiteindelijk op 18 april 1945 aankwam. Vanaf Berlijn-Spandau reed de trein via Siemensstadt-Fürstenbrunn en de zuidelijke ring naar Neukölln en dan via een verbindingslijn in de richting van Berlijn-Baumschulenweg. Het duurde meer dan een dag om het zwaar verwoeste Berlijn te doorkruisen. Van hieruit reed de trein langs het het traject Berlijn – Görlitz verder naar het zuiden, via Königs Wusterhausen, Lübben en Lübbenau naar Senftenberg. De trein reed over het spoor dat in de volksmond ‘Schippchenbahn’ werd genoemd naar Schipkau waar in de buurt van de snelweg Berlijn – Dresden een tussenstop van twee dagen werd ingelast. Hier leek de tocht bijna ten einde vanwege het vanuit het Oosten oprukkende front dat nog maar op dertig kilometer afstand was. Maar de trein reed door via Finsterwalde en Doberlug-Kirchhain in de richting van Falkenberg.
Tijdens de laatste dagen van de oorlog reed de trein door een onbezette corridor in Midden-Duitsland die steeds smaller werd. Men zocht naar een spoortraject richting Praag dat niet was gebombardeerd door de geallieerden of nog niet was bezet. Tijdens de tocht werd de trein aangevallen door laagvliegende vliegtuigen met machinegeweren en bommen waardoor er ook in de trein doden vielen. Daarop beval de treincommandant de wagons te bespannen met alle witte lakens en doeken die er te vinden waren, als witte vlag.
Tot drie keer toe kwam de trein de tweede goederentrein die tot kort voor Berlijn hetzelfde traject volgde, onderweg tegen: eerst bij Lüneburg, toen bij Hagenow en ten slotte op 17 april kort voor Berlijn. De tweede trein was in de nacht ervoor zwaar getroffen bij een luchtaanval die meer dan 50 doden en ongeveer 250 gewonden onder de inzittenden tot gevolg had gehad.
Door de rampzalige sanitaire en hygiënische omstandigheden in de trein brak een epidemie van vlektyfus uit onder de verzwakte en deels ernstig zieke gevangenen. Velen stierven tijdens de tocht door ziekte of honger. Als de trein stilhield, werden de wagondeuren geopend, de doden naar buiten gedragen en naast de rails begraven.
Op 20 of 21 april 1945 reed de trein met wapperende witte vlaggen richting Falkenberg / Elster door Tröbitz en kwam voor de intussen opgeblazen Elsterbrücke in de buurt van het dorp Langennaundorf bij spoorkilometer 101,6 tot stilstand. Op 22 april 1945 werden hier 16 doden begraven in een massagraf. Later, in 1989, werd hier een gedenkplaats aangelegd.

### De bevrijding
Op de ochtend van 23 april 1945 vonden de oprukkende troepen van het eerste Oekraïense Front van het Rode Leger het transport niet ver van Tröbitz bij spoorkilometer 106,7. Hier was de gesplitste trein de dag ervoor op bevel van de Wehrmacht nog heen gebracht met een kleine locomotief van de bruinkoolcentrale in Beutersitz. Omdat men in de nabijgelegen Reichsstraße 101 rekening hield met gevechtsacties was een deel van de bewaking er al met de locomotief die de trein voort had bewogen, vandoor gegaan in de richting van Doberlug-Kirchhain. Het was een verschrikkelijke aanblik voor de Russische soldaten, omdat in de meeste wagons de doden midden tussen de overlevenden lagen. 28 mensen werden ter plaatse begraven. In totaal stierven 198 mensen tijdens de tocht.

### Opvang van de overlevenden
Het lijden ging voor de overlevenden van het transport ook na de bevrijding verder. De ernstig zieken verbleven voorlopig in de trein die op 24 april 1945 opnieuw werd verplaatst tot aan de blokpost van de Hansa-mijn bij spoorkilometer 108,9. Vanuit hier liep de kortste weg naar het Nordfeld in Tröbitz waar een gebrekkig veldhospitaal was ingericht. Hier werden nog eens 26 mensen die intussen overleden waren, bij de spoordijk begraven. De mijnwerkersgemeente Tröbitz, die destijds ongeveer 700 inwoners had, werd ineens geconfronteerd met ongeveer 2.000 uitgehongerde, doodzieke mensen die snel moesten worden geholpen. Veel inwoners hielpen en leden van het Rode Leger namen maatregelen om de nood van de mensen te verzachten en te voorkomen dat de vlektyfusepidemie die in de trein was uitgebroken, zich zou uitbreiden. De Russische bezettingsmacht stelde zijn tijdelijke hoofdkwartier in een gebouw in de hoofdstraat van Tröbitz open voor dit doel. Maar ook zetten de Russen de Duitse bewoners van Tröblitz uit hun huizen om plaats te maken.

De overlevenden van het transport die nog sterk genoeg waren, vormden een comité. Dit regelde de verdeling van de levensmiddelen die het Rode Leger had meegebracht, het onderdak in het Nordfeld (een voormalig barakkenkamp voor dwangarbeiders) en de begrafenissen op verschillende begraafplaatsen. Het veldhospitaal werd geleid door Sovjetartsen. Joodse artsen, tot dan toe zelf gevangenen, hielpen bij de verzorging en behandeling van de zieken. Enkelen van hen werden zelf ziek en stierven, zo laten de plaquettes met namen op de Joodse begraafplaats in Tröbitz zien. Meisjes en vrouwen uit het dorp werden als verpleegster ingezet.
Renata Laqueur vertelt hierover: “Het ‘ziekenhuis’ was ongelofelijk vuil en verwaarloosd. De verzwakte mensen lagen in een grote ruimte op de grond en niemand wist waar hij matrassen of bedden vandaan moest halen.”

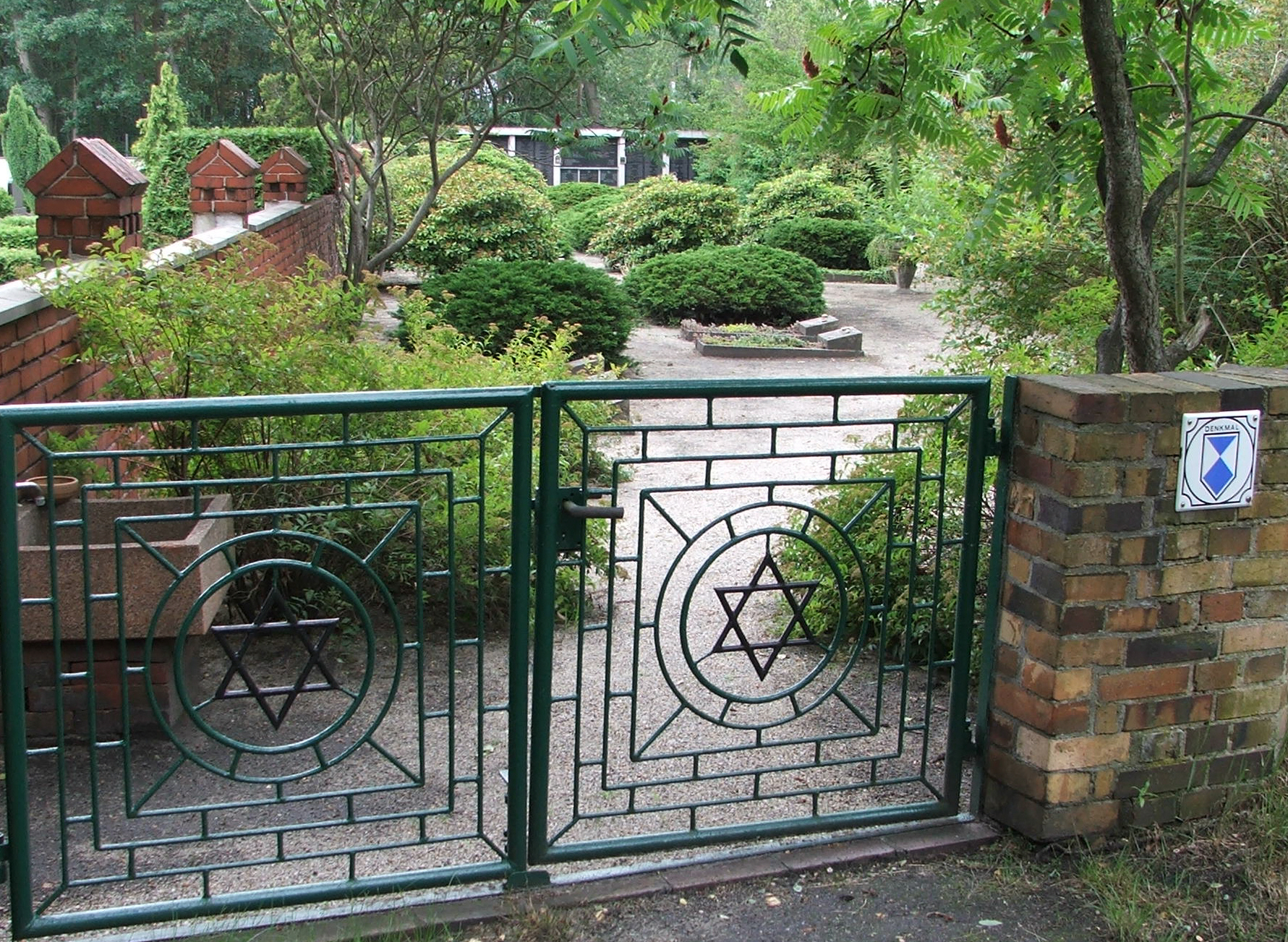
Het joodse kerkhof in Tröbitz.

Het duurde acht weken tot de tyfusepidemie onder controle was. In die periode stierven nog 320 mannen, vrouwen en kinderen. Zij overleden niet alleen aan de tyfus, maar ook door het plotseling aanwezige voedsel. Hun lichaam was daartegen na de maandenlange hongersnood niet meer bestand. Onder de overledenen waren ook 26 inwoners van Tröbitz die door de tyfus besmet waren geraakt, onder wie de burgemeester. De laatste dode van het transport, de Nederlandse Klara Miller, werd op 21 juni 1945 op de Joodse begraafplaats begraven. Twee voormalige gevangenen die het transport hadden overleefd, Menachem en Mirjam Pinkhof, vertrokken op 13 mei 1945 op de fiets uit Tröbitz om naar hun vaderland Nederland terug te keren. Nog voordat zij op 9 juni 1945 de Nederlandse grens passeerden, overhandigden zij op 18 mei 1945 in Delitzsch in Saksen aan de Amerikanen daar een memorandum dat was bestemd voor het ministerie van Buitenlandse Zaken in Den Haag. Hierin berichtten zij over de derde trein en over de situatie van degenen die gered waren. Door hen vernamen de Westelijke geallieerden over het ‘verloren transport’ uit concentratiekamp Bergen-Belsen. De Amerikaanse verbindingsofficieren namen daarop contact op met de Sovjet-legerplaatsen en reisden naar Tröbitz om het waarheidsgehalte van het memorandum te controleren en met de repatriëring te beginnen. Al voordat de vier weken quarantaine om waren, begon op 16 juni 1945 de repatriëring van de overlevenden. Eind augustus 1945 had iedereen, op één familie na, Tröbitz weer verlaten.

### Overleden gevangenen
In totaal eiste het derde en laatste afvoertransport met gevangenen vanuit concentratiekamp Bergen-Belsen, het verloren transport, meer dan 550 levens. Zij waren afkomstig uit Albanië, Frankrijk, Joegoslavië, Polen, Paraguay, Montenegro, Ecuador, Griekenland, Nederland, Peru, El Salvador, Hongarije en Duitsland. Enkelen waren statenloos. Zij werden daar begraven waar tegenwoordig gedenkplaatsen zijn of gewoon in de buurt van het treinspoor. Later zijn enkele overledenen herbegraven. Het exacte aantal slachtoffers zal waarschijnlijk nooit achterhaald kunnen worden. De Joods-Nederlandse Werner Levie (geboren 27 maart 1903) woonde voordat hij naar Nederland vluchtte, in 1939 in Berlijn. Hij had de Nederlandse nationaliteit. Daar nam hij, onder andere als medeoprichter van de Berliner Jüdischen Zeitung (Berlijnse Joodse krant) en als algemeen secretaris van de Rijksbond van de Joodse cultuurbonden in Duitsland (Reichsverband der jüdischen Kulturbünde in Deutschland, het overkoepelende orgaan van de verplichte bonden voor joodse kunstenaars) deel aan het openbare en culturele leven. Levie werd sinds juni 1943 met zijn vrouw en twee dochters gevangen gehouden in het Nederlandse kamp Westerbork. Begin 1944 werd hij naar concentratiekamp Bergen-Belsen overgebracht. Werner Levie overleed na de treinreis op 26 mei 1945 in Tröbitz aan vlektyfus.
Onder de overledenen was ook rabbijn Zvi Koretz, de vroegere opperrabbijn van Thessaloniki in Griekenland, voor de oorlog de grootste Sefardische joodse gemeenschap ter wereld. Zijn rol als voorzitter van de Joodse raad van Saloniki bij de deportatie van de Joodse Gemeente aldaar in maart/april 1943 is omstreden. Hij werd in augustus 1943 naar concentratiekamp Bergen-Belsen gedeporteerd. Hij behoorde tot de gevangenen die in april 1945 naar Theresienstadt moesten worden getransporteerd en kwam als inzittende van het verloren transport in Tröbitz terecht. Hier overleed hij kort nadat hij was gered, op 3 juni 1945 aan vlektyfus.
Een andere overledene was de Nederlandse componist Robert Emanuel Heilbut. Hij overleed rond 22 april 1945 aan de ontberingen. Zijn schriften met bladmuziek en liedteksten over zijn ervaringen in Amsterdam, Westerbork en Bergen Belsen zijn bewaard gebleven en inmiddels gerestaureerd.
Ook de Nederlandse opperrabijn, Abraham Salomon Levisson, overleed in Tröbitz, op 25 april.

### Overlevenden
Enkele overlevenden berichtten later over wat zij mee hadden gemaakt of kwamen terug naar Tröbitz, de plaats van de bevrijding. Erika Arlt (1926 – 2015) uit Tröbitz was hier meestal het aanspreekpunt en zij bood de mensen die een lange reis achter de rug hadden, gastvrijheid. Jarenlang onderzocht zij de lotgevallen van mensen uit de dodentrein en in het midden van de jaren 90 bracht zij hierover een brochure uit. Op 2 juni 1997 onderscheidde bondspresident Roman Herzog haar hiervoor met het hoogste Kruis van de Orde van Verdienste van de Bondsrepubliek Duitsland.
Enkele overlevenden van het verloren transport zijn:
- Menachem en Mirjam Pinkhof – zij overhandigden het memorandum voor het ministerie van Buitenlandse Zaken in Den Haag.
- De zussen Hannah Goslar (een schoolvriendin van Anne Frank) en “Gabi” Rachel Goslar – zij kwamen met hulp van Otto Frank later in Zwitserland terecht.
- Renata Laqueur[16] – de in 2011 overleden dochter van Ernst Laqueur was taal- en literatuurwetenschapper.
- Richard Bleiweiß – hij bezocht in 1993 de gedenkplaats in Langennaundorf.
- Abel J. Herzberg – de Nederlandse advocaat en schrijver publiceerde in 1950 het boek Tweestromenland waarin hij beschreef wat hij in Bergen-Belsen had meegemaakt.[13] Hij overleed in 1989 in Amsterdam.
- Jupp Weiss – lid van de Joodse raad van Bergen-Belsen, die vele lijsten met namen uit het kamp Bergen-Belsen smokkelde, waardoor ook het lot van Anne Frank en haar zus Margot bekend is geworden. Zijn vrouw Erna overleed enkele weken na de bevrijding aan vlektyfus.
- Jona Oberski (1938), kernfysicus.[8]
- Louis Tas (1920–2011), psychiater.[8]
- Hans Krieg (1899-1961), componist en koordirigent en zijn dochter, de sopraan Mirjam Krieg (1933).[8]
- Aron Schuster (1907–1994), opperrabijn van Amsterdam.
- Ischa Meijer (1943-1995), journalist, samen met zijn vader, Jaap Meijer (1912-1993) historicus, dichter en schrijver, en zijn moeder.
- Charlotte Vles (1927-in leven), die in haar poëziebundel Gaten in de tijd schreef over Bergen-Belsen, de kille ontvangst in Nederland en leven met gaten in de familie.
- Lou Vorst (1903-1987), opperrabbijn van Rotterdam, samen met zijn kinderen, onder anderen zijn zoon Ies Vorst (1938-2023).

#### Latere uitspraken over het leven in de trein
“De wagon waarin ik me bevond leek een omgebouwde goederenwagon te zijn. De ramen konden een beetje open en er was een toilet. Zevenenvijftig mensen had men samengepropt in deze wagon die een zogeheten ziekenwagon was. Hier lagen zieken met vlektyfus, pleuris (borstvliesontsteking), open, etterende wonden en TBC. Allen waren in meer of mindere mate misvormd door oedemen en allen zaten volledig onder de luizen. Dertig van ons konden met opgetrokken knieën op de bodem liggen, de andere zevenentwintig moesten zitten.” – Renata Laqueur
“De nacht is een hel. […] De toch al niet geringe agressiviteit neemt nog verder toe. In onze wagon met 48 zitplaatsen moeten tweeënzestig personen wonen en slapen. Gisteravond kregen we margarine. Een heel pond voor vier personen en voor vier dagen. Dat is relatief veel en we zijn niet ontevreden.” – Abel Herzberg
“Als de trein stilhield mochten de mensen die nog sterk genoeg waren eruit om water uit de rivier te drinken. Mijn moeder herinnert zich dat zij een pan had gepakt en daarmee water uit de locomotief had verzameld. Deze pan was ook al voor andere doeleinden gebruikt. En steeds, wanneer de trein was gestopt, werden de doden langs de rails begraven.” – Marion Blumenthal-Lazan
Felix Hermann Oestreicher beschreef in zijn dagboek de stemming direct na de bevrijding met het volgende gedicht:
| In vrede - april 1945 |
| --- |
| Heel langzaam sluipen we voort, heel langzaam, vredesvreugde komt niet in ons op. Te lang zijn we geknecht en in de strijd vertrapt, nog niet vergeten het gejakker, de honger, de drek, het slechte bed. Maar zien we een bekend gezicht, dan glimlacht onze stille groet: Je leeft nog! Dat is mooi, heel mooi. |

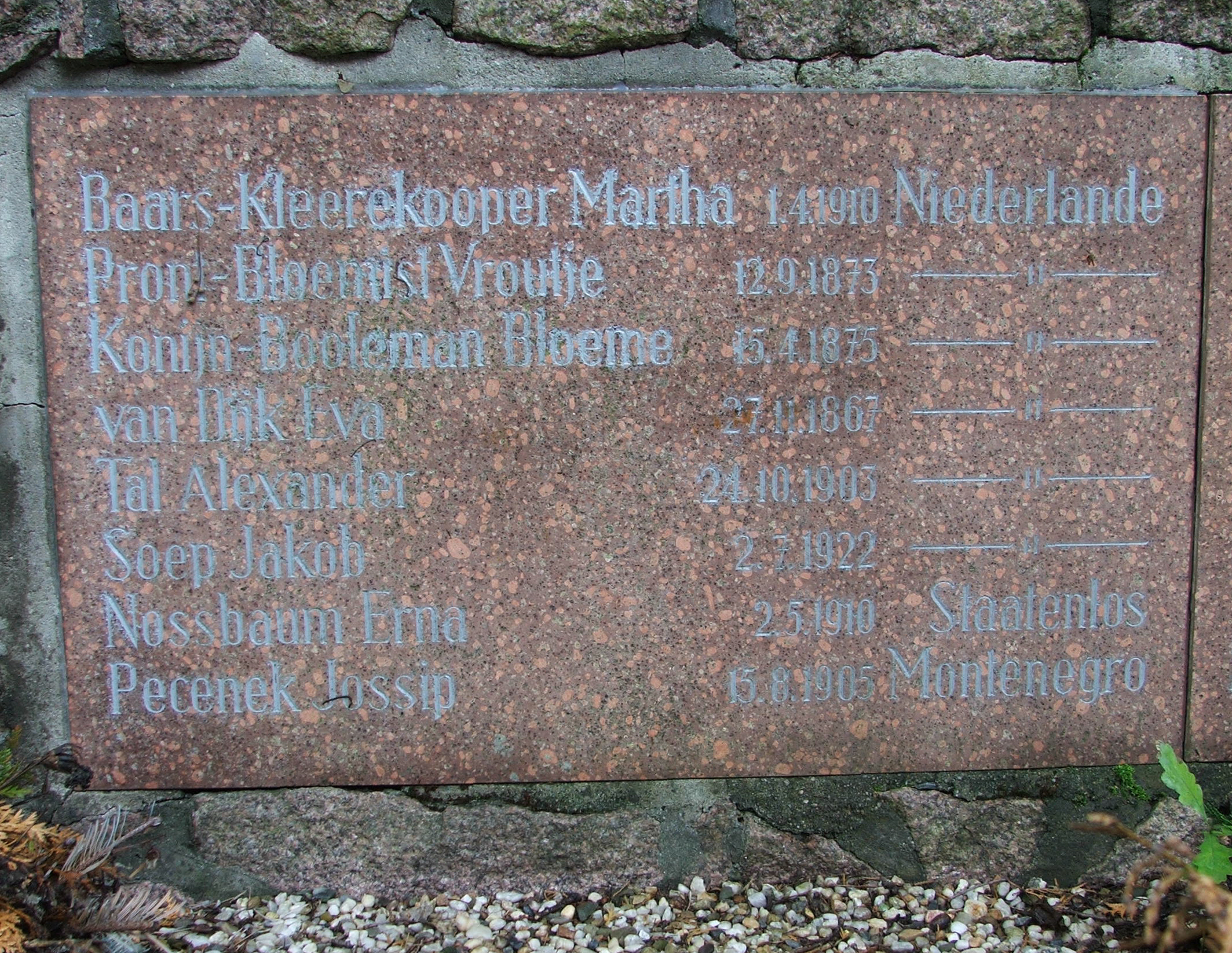
Gedenksteen bij kilometer 101.6

## Herdenking en verwerking
In Duitsland zijn diverse herdenkingsmonumenten voor het transport opgericht
- Joodse begraafplaats in Tröbitz, gedenksteen
- Joodse Begraafplaats in Tröbitz, gedenkmuur met namen
- Holocaustmonument in Tröbitz, toegang en park
- Holocaustmonument in Tröbitz, Duitse gedenkplaat
- Holocaustmonument in Tröbitz, Hebreeuwse gedenkplaat
- Monument in Langennaundorf bij spoorkilometer 101,6
- Gedenksteen bij spoorkilometer 101,6
- Linker plaquette met namen bij spoorkilometer 101,6
- Rechter plaquette met namen bij spoorkilometer 101,6
- Toegang tot de gedenksteen bij spoorkilometer 106,7 in de buurt van Wildgrube
- Gedenksteen bij spoorkilometer 106,7 in de buurt van Wildgrube
- De vier overgebleven graven in Schilda
- Gedenkplaatsen in Tröbitz

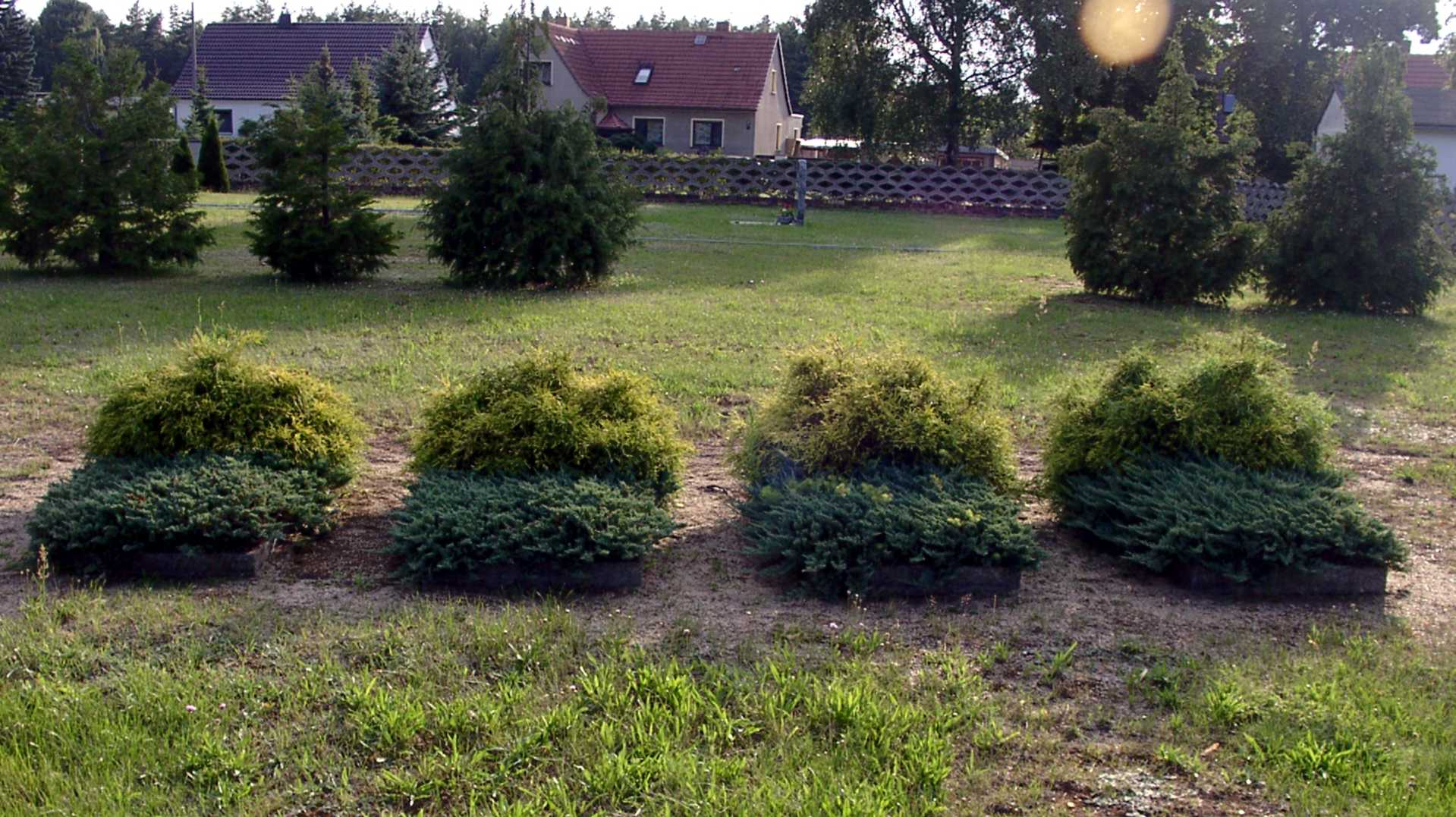
Vier graven in Schilda

Al in de zomer van 1945 werden er voorstellen gedaan en werd de eerste actie ondernomen om een monument voor de slachtoffers van het verloren transport op te richten. De Joodse overlevenden deden voorstellen voor de inscripties op de plaquettes van de massagraven die echter niet werden goedgekeurd door de Sovjetcommandanten.
Vanwege het grote aantal slachtoffers in Tröbitz, het feit dat de tocht er geëindigd was en de later aangelegde begraafplaatsen en monumenten werd dit de belangrijkste plaats ter nagedachtenis aan het verloren transport. Familieleden van de doden uit verschillende landen bezoeken nog steeds de plaats, leggen naar Joods gebruik kleine stenen bij de graven en zeggen een gebed op.

#### De Joodse Begraafplaats

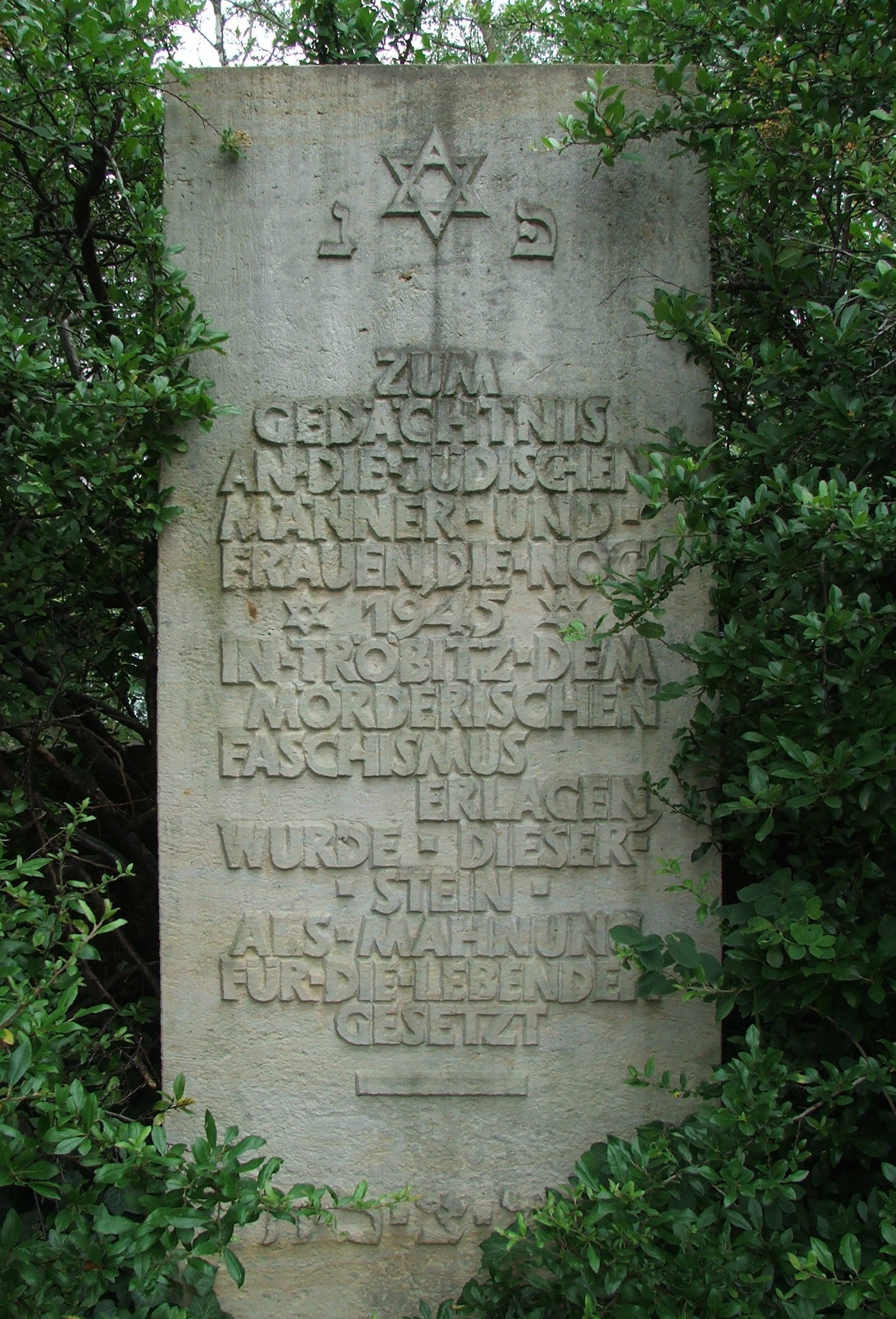
Gedenksteen in Tröbitz

De Joodse Begraafplaats is in 1945 aangelegd en ligt direct achter de rechter muur van de christelijke begraafplaats van Tröbitz. Hier werden 125 slachtoffers van het verloren transport die in een van de huizen van Tröbitz waren overleden, begraven. In 1947 werden in opdracht van de Franse missie tot herbegraving 43 doden die hier begraven waren, opgegraven en naar hun vaderland overgebracht. De achtergebleven graven behielden hun grafstenen met daarop de namen en data van de overledenen en werden omrand. In 1966 werd de Joodse Begraafplaats vernieuwd door hovenier Manfred Rautenstrauch uit Finsterwalde. Op 4 september 1966 werd de begraafplaats tot herdenkings- en waarschuwingsmonument (Mahnmal) en tot Joodse erebegraafplaats verklaard en ingewijd door rabbijnen. De toegangspoort tot de begraafplaats in Tröbitz toont twee Davidsterren.

Op een gedenksteen die voor deze gelegenheid van zandsteen gemaakt is, staat: 
“Ter nagedachtenis aan de Joodse mannen en vrouwen die in 1945 in Tröbitz nog bezweken aan het moordende fascisme werd deze steen als waarschuwing voor de levenden geplaatst.”

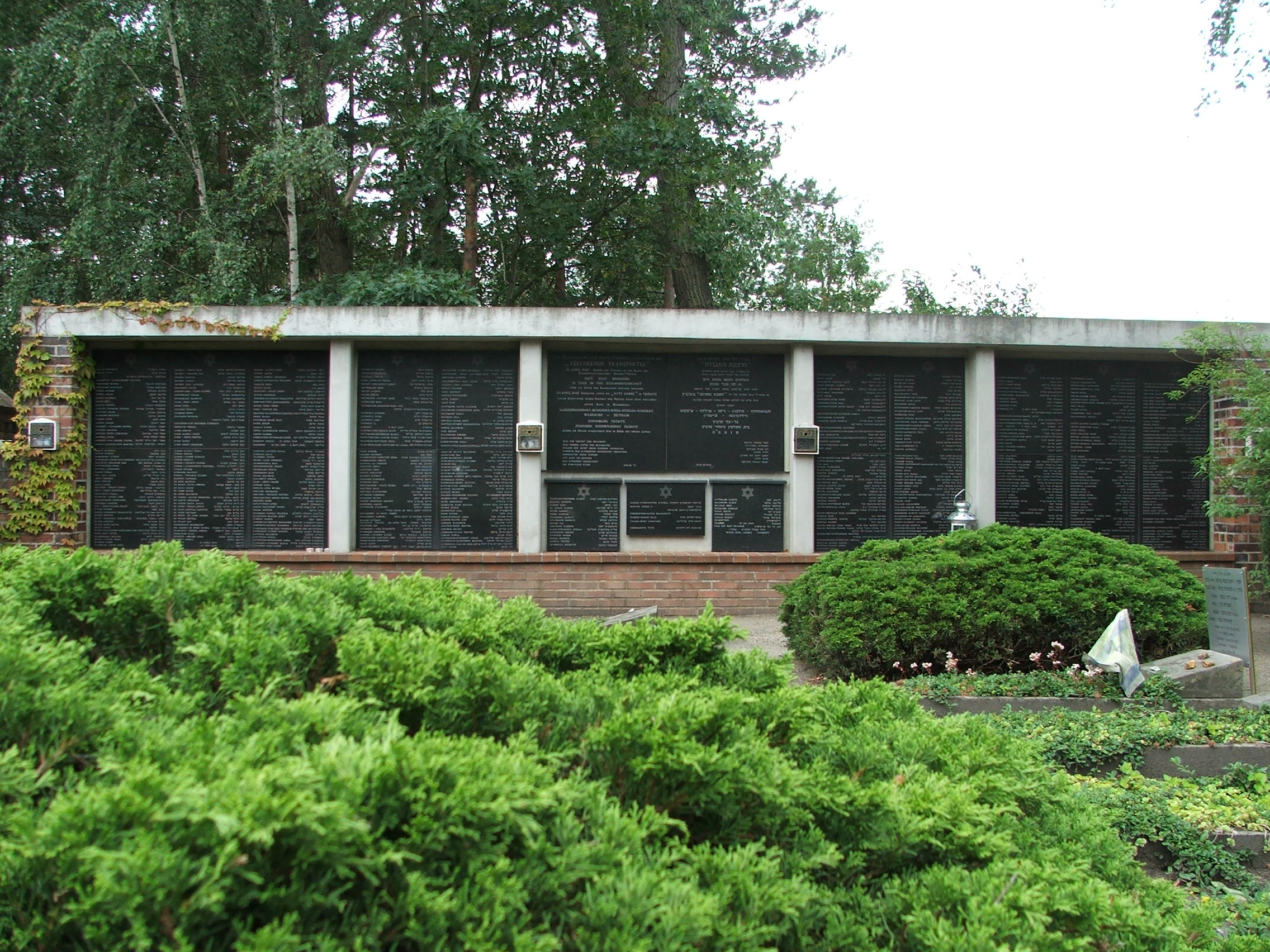
Gedenkmuur met namen op de begraafplaats in Tröbitz

In Israël werd de organisatie The Lost Transport, Victims Memorial Society; Bergen Belsen-Tröbitz (1945) opgericht. Het doel van deze organisatie was om op de Joodse begraafplaats in Tröbitz een gedenkmuur te plaatsen met daarop alle namen van de overledenen van het transport die bekend waren. Een steenhouwer uit Jeruzalem vervaardigde zwarte granieten platen met in totaal meer dan 550 bekende namen en deze werden aan de 10 meter lange muur die in Tröbitz was gebouwd bevestigd. Bij de vijftigste jaarlijkse herdenkingsdag van het verloren transport op 27 april 1995 werd het monument tijdens een herdenkingsplechtigheid onthuld. Bij deze plechtigheid waren meer dan 200 familieleden en nabestaanden aanwezig. Daarnaast was er in het gemeentekantoor van Tröbitz een herdenkingstentoonstelling met foto’s, brieven en plaatsbeschrijvingen. De expositie was door scholieren van het Sängerstadt-Gymnasium in Finsterwald voorbereid en georganiseerd. Journalist Hans-Jürgen Hermel begeleidde een van de bezoekersgroepen met zijn camera en interviewde onder anderen overlevenden, tijdgenoten en Erika Arlt. In 1999 bracht hij de documentaire Der verlorene Zug. Auf den Rädern der Reichsbahn durch die Hölle (De verloren trein. Op de raderen van de rijksspoorwegen door de hel) uit.
Op de plaquettes met Duitse en Hebreeuwse tekst staat:
| Als waarschuwing en als eeuwige herinnering aan de slachtoffers van het "Verloren transport" 10 april 1945 Begin van de odyssee aan het laadperron van concentratiekamp Bergen-Belsen Bijna 2500 mensen 13 dagen in de trein opeengepakt Meer dan 100 slachtoffers begraven langs de spoorrails 23 april 1945 bevrijding door het "Rode Leger" in Tröbitz. Veel geredden was vrijheid en vrede niet meer gegund Laatste rust in massagraf Langennaundorf-Mühlberg-Riesa-Schilda-Schipkau Wildgrube-Zeithain Eremonument Tröbitz Mogen hun zielen gebundeld worden in de band van het eeuwig stralende licht |  | Wat wij hoorden en weten Wat onze vaders ons vertelden willen wij niet voor hun kinderen verzwijgen maar aan de volgende generatie vertellen Zodat zij het aan hun kinderen vertellen Opdat zij het weten het nageslacht de toekomstige generaties Psalm 78 |

#### Holocaustmonument naast de evangelische kerk
In 1952 werd naast de evangelische kerk in Tröbitz een waarschuwings- en herdenkingsmonument opgericht dat op 11 april werd onthuld als Holocaustmonument. Hier rusten in totaal 160 overledenen, waarvan 134 uit een massagraf in een mijn aan het Nordfeld afkomstig zijn, en 26 uit een massagraf bij de blokpost van de Hansa mijn. De lichamen zijn in 1951 opgegraven en herbegraven.
Een plaquette op een ommuurde wand vormt het middelpunt van het monument. Deze heeft de volgende inscriptie:
"Wij eren jullie / Onze doden / De voorvechters / Kameraden zonder naam”
In 1995 kwamen er twee plaquettes in het Duits en het Hebreeuws bij die links en rechts van een kleine weg staan die naar de gedenkmuur voert en waarnaast de overledenen rusten. Op het plaquette van het Holocaustmonument met de Duitse tekst staat:
“Hier rusten 160 Joodse slachtoffers van het verloren transport uit Bergen-Belsen van 1945”.

#### Verdere gedenkplaatsen in Tröbitz
De tentoonstelling Halle des Erinnerns (zaal van het herinneren) kwam tot stand in het kader van een ABM-project (een project ter bevordering van de werkgelegenheid) en werd eind 1998 in de school van Tröbitz geopend. Nadat de school in particuliere handen was overgegaan, kreeg de gemeente Tröbitz het in 1978 gebouwde gebouw van de enige Nieuw Apostolische kerk waarnaar de tentoonstelling eind 2008 was overgebracht. De tentoonstelling omvat talrijke foto’s, gegevens, documenten en andere voorwerpen.
Daarnaast is er bij het Nordfeld in Tröbitz nog een gedenksteen voor de slachtoffers van het verloren transport.

### Joodse gedenkplaats in Schipkau
Op 25 april 2003 werd bij Schipkau, een plaats waar de trein een tussenstop van twee dagen had gemaakt, een grafmonument met een steen ter nagedachtenis aan de Joodse slachtoffers onthuld. 51 doden werden in april 1945 in de buurt van de gemeente begraven. Deze graven werden later door een Nederlander die een dodenlijst had opgesteld als volgt beschreven:
1. De overledenen met de nummers 62 tot en met 85 liggen op het traject Senftenberg – Schipkau, 300 meter voor de spoorbrug in het dorp Schipkau aan de zuidkant van de rails, ongeveer 30 meter van de wissel.
2. De overledenen met de nummers 86 tot en met 102 liggen in hetzelfde gebied ongeveer 350 meter bij de spoorwegbrug vandaan. Hier betreft het de kruising bij de (rijks)snelweg Dresden – Berlijn.
3. De overledenen met de nummers 103 tot en met 112 liggen voor Schipkau aan de noordkant van de rails, ongeveer 350 meter voor de tunnel, vier meter van de rails aan de rand van het struikgewas begraven.

### Gedenkplaats Langennaundorf
De gedenkplaats Langennaundorf bevindt zich in het bos, direct bij de spoordijk, bij kilometersteen 101,6 van het traject Cottbus–Falkenberg / Elster. Hier was de trein op 20 april 1945 voor de Elsterbrücke die bij een luchtaanval was verwoest, blijven staan. De 16 doden uit de trein werden naast de rails in een massagraf begraven. Op 23 april 1989 werd de gedenksteen voor de Joodse slachtoffers van het fascisme onthuld. Op een grote natuursteen staat:
“In respectvolle nagedachtenis / Aan de Joodse slachtoffers / Van het fascisme / 22 april 1945”

### Gedenkplaatsen in Wildgrube en omgeving
In de buurt van Wildgrube is in 1975 een gedenksteen geplaatst bij spoorkilometer 106,7 waar zich een massagraf bevindt. Inwoners hadden pas in 1974 bekendgemaakt dat zij hier eind april 1945 op bevel van het Rode Leger naar schatting 17 doden uit de trein in het besneeuwde bos hadden begraven. De plek was destijds met veldkeien gemarkeerd en in de decennia daarna in de vergetelheid geraakt. Volgens namenlijsten die naderhand gevonden zijn, liggen hier echter 28 mensen begraven. Op de gedenksteen staat:
“Ter nagedachtenis / Aan de hier rustende / 17 Joodse burgers / Die samen slachtoffer / Van het fascisme werden”
In het naburige dorp Schilda werden 11 mensen van het verloren transport begraven die na de bevrijding aan de gevolgen van het transport waren overleden. In 1951 werden zes Nederlanders en een Engelsman opgegraven en naar hun vaderland overgebracht. De graven van twee Hongaarse Jodinnen, een Hongaarse Jood en een Jodin zonder nationaliteit bleven daar liggen. Op hun graven liggen zogeheten kussenstenen met daarop de namen en de geboorte- en overlijdensdata van degenen die er begraven liggen, namelijk Hedwig Aschner, Gisela Deutsch, Seron Gros, Kornelia Heumann.
In Riesa in Saksen bevinden zich de graven van 15 personen die na de bevrijding van de trein naar het ziekenhuis aldaar zijn gebracht en het niet overleefd hebben.

In de buurt van de stad Mühlberg in Brandenburg was destijds een veldhospitaal waar enkele overlevenden na de bevrijding heen zijn gebracht. Dit was ingericht voor het eveneens bevrijde krijgsgevangenenkamp Stalag IV B op de bouwlanden rond Neuburxdorf. Degenen die hier overleden, liggen in een gezamenlijk graf met krijgsgevangenen en Duitse oorlogsslachtoffers. Hun namen en data zijn niet nauwkeurig geregistreerd. Een man die als kind het verloren transport overleefde en inmiddels in Israël woont, bezocht de gedenkplaats in 1998. Hij liet voor zijn moeder die op deze plaats overleden was, een gedenkplaat van zandsteen plaatsen met daarop, onder een Davidster, de volgende inscriptie: 
„Louise Asscher, Geb. Van Geldern: Bergen-Belsen-Tröbitz-Stalag IV B“

### Verdere gedenkplaatsen en grafplaatsen
Verdere slachtoffers werden in Zeithain (Saksen) en langs het traject van de trein begraven:
- Kampstation Bergen-Belsen
- Spoortraject Soltau–Munster bij spoorkilometer 17,4
- Spoortraject Munster–Uelzen bij spoorkilometer 13,4
- Spoortraject Uelzen–Lüneburg bij spoorkilometer 115,4
- Station Wittenberge

In Israël werd in 1992 door een Joodse stichting een klein bos aangeplant ter nagedachtenis aan de doden van het transport en aan alle burgers van Tröbitz die meehielpen om het leed te verzachten.

### Verdere verwerking
De confrontatie met de overlevenden van het verloren transport, de hulpverlening, de verschrikkelijke tijd van de tyfusepidemie en het grote aantal sterfgevallen in 1945 vormden een keerpunt in de dorpsgeschiedenis van Tröbitz en drukten voortaan een stempel op de inwoners. Volwassenen en ook scholieren verzorgden de gedenkplaatsen die in het dorp waren aangelegd. Inwoonster van Tröbitz Erika Arlt, die er zelf pas in de jaren 50 was komen wonen, nam de lastige taak op zich zoveel mogelijk lotgevallen van de overledenen te onderzoeken. Zij legde een kroniek aan, verzamelde documenten en zocht contact met de overlevenden van het transport of met hun familieleden.

### Onderzoeksliteratuur (selectie)

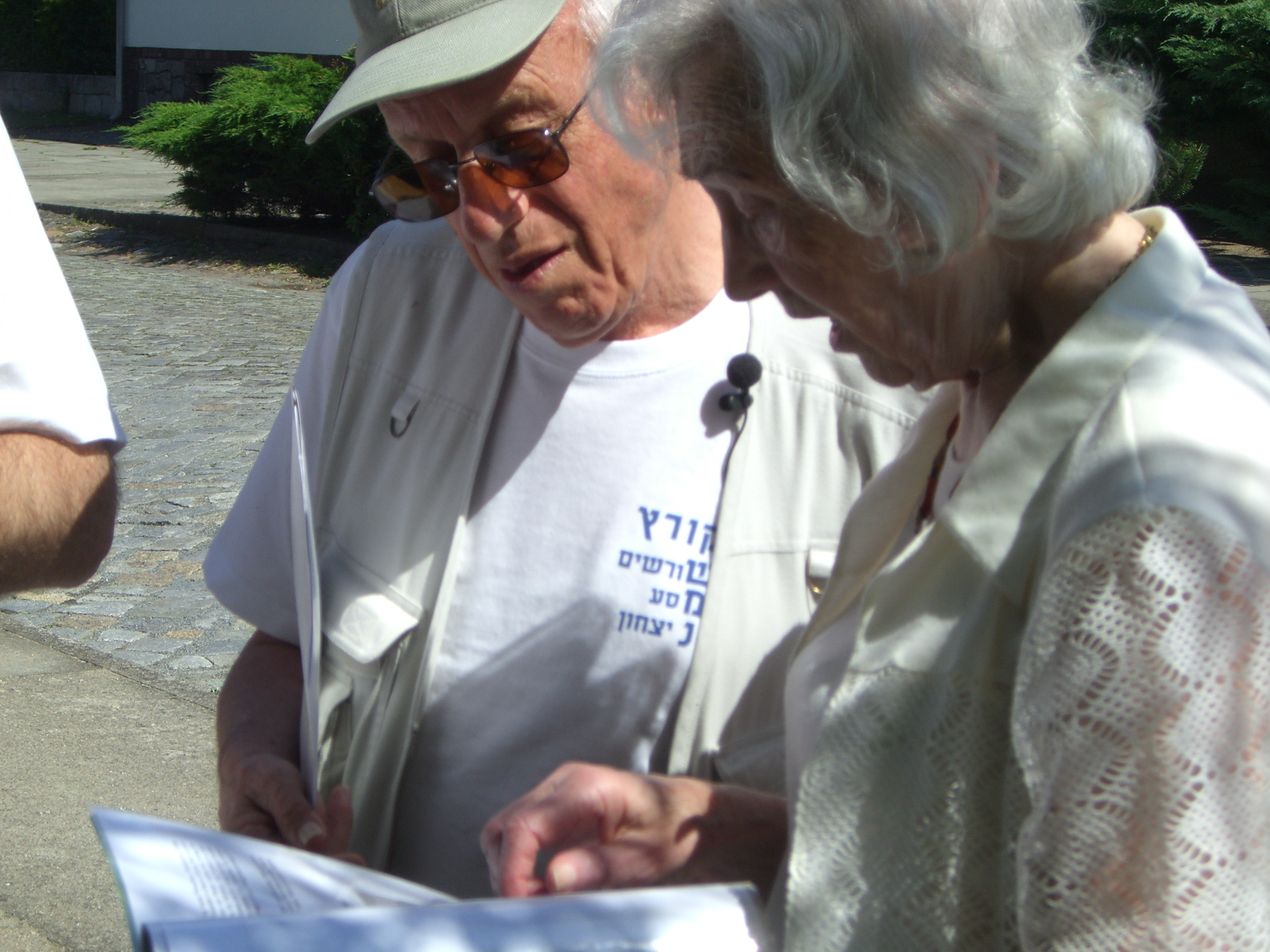
De historica Erica Arlt (1926-2015) praat met Arieh Koretz, een overlevende van het Verloren Transport (foto uit 2008)

- Erika Arlt: Die jüdischen Gedenkstätten Tröbitz, Wildgrube, Langennaundorf und Schilda im Landkreis Elbe-Elster. Hrsg.: Landkreis Elbe-Elster, Herzberg, 1999.
- Wolfgang Benz, Barbara Diestel: Der Ort des Terrors. Band 7, München, 2008, ISBN 978-3-406-52967-2.
- Bezirkskabinett für außerunterrichtliche Tätigkeit (Hrsg.): Todesmärsche 1945 im Gebiet des heutigen Bezirkes Cottbus. Heft, Cottbus, 1985.
- Rudolf Matthies: „Juden in unserer Heimat“ in „Heimatkalender für den Kreis Bad Liebenwerda 1963“. Hrsg.: Arbeitskreis für Heimatliteratur im Deutschen Kulturbund Kreis Bad Liebenwerda. Bad Liebenwerda 1963, S. 131 bis 135.
- Regina Scheer: Der Umgang mit den Denkmälern. Eine Recherche in Brandenburg. Hrsg.: Brandenburgische Landeszentrale für Politische Bildung, und: Ministerium für Wissenschaft, Forschung und Kultur des Landes Brandenburg, Potsdam 2003.
- Bettina Zeugin (Hrsg.): Die Schweiz und die deutschen Lösegelderpressungen in den besetzten Niederlanden. Vermögensentziehung, Freikauf, Austausch 1940–1945. Beiheft zum Bericht „Die Schweiz und die Flüchtlinge zur Zeit des Nationalsozialismus“. Unabhängige Expertenkommission Schweiz–Zweiter Weltkrieg, Bern 1999, ISBN 3-908661-09-9.

### Dagboeken en herinneringen van overlevenden
- Hans-Dieter Arntz: Der Verlorene Zug, in: Der letzte Judenälteste von Bergen-Belsen, S. 449–530, Helios Verlag, Aachen 2012, ISBN 978-3-86933-082-2.
- Alison Leslie Gold: Erinnerungen an Anne Frank – Nachdenken über eine Kinderfreundschaft. Mit einem Nachwort von Lea Rosh, Ravensburger Buchverlag, Ravensburg 1998 (= Ravensburger junge Reihe), ISBN 3-473-35185-7. (dt. Übers.; engl. Originaltitel: Memories of Anne Frank)
- Abel J. Herzberg: Zweistromland. Tagebuch aus Bergen-Belsen. Erev-Rav-Verlag, Wittingen, 1997 (= Erev-Rav-Hefte: Gedenken, Nr. 1), ISBN 3-932810-00-7. (dt. Übers.; niederl. Originaltitel: Tweestromenland)
- Arieh Koretz: Bergen-Belsen. Tagebuch eines Jugendlichen. Wallstein, Göttingen 2011, ISBN 978-3-8353-0899-2.
- Renata Laqueur: Bergen-Belsen Tagebuch: 1944, 1945. Fackelträger-Verlag, Hannover, 3. Auflage, 1995. ISBN 3-7716-2308-1 (dt. Übers.; niederl. Originaltitel: Dagboek uit Bergen-Belsen maart 1944 à april 1945)
- Felix Hermann Oestreicher: Ein jüdischer Arzt-Kalender. Durch Westerbork und Bergen-Belsen nach Tröbitz. Konzentrationslager-Tagebuch 1943–1945. Hrsg.: Maria Goudsblom-Oestreicher und Erhard Roy, 1. Aufl., Hartung-Gorre-Verlag, Konstanz 2000, ISBN 3-89649-411-2.
- Lila Perl, Marion Blumenthal-Lazan: Vier kleine Kiesel: die Geschichte der Familie Blumenthal aus Hoya. Hrsg.: Verein Heimatmuseum Grafschaft Hoya (Selbstverlag), Hoya 1996 (= limitierte, nicht kommerzielle dt. Ausg.). (dt. Übers.; engl. Originaltitel: Four perfect pebbles: a Holocaust story)
- Schlomo Samson: Zwischen Finsternis und Licht. 50 Jahre nach Bergen-Belsen. Erinnerungen eines Leipziger Juden. Verlag Rubin Mass, Jerusalem 1995, ISBN 965-09-0054-3.
- Werner Weinberg: Self-Portrait of a Holocaust. Jefferson, North Carolina and London 1985

### Documentatie (films)
- Hans-Jürgen Hermel: Der verlorene Zug. Auf den Rädern der Reichsbahn durch die Hölle. Fernsehdokumentation des NDR, 1999.
- Nina Rücker: Hannah Pick: Die Schulfreundin Anne Franks. Dokumentarfilm in Zusammenarbeit mit dem Anne-Frank-Zentrum Berlin, 2003.
- Rundfunk Berlin-Brandenburg: Erinnerung an Häftlingsirrfahrt in Brandenburg aktuell, 23. April 2013, 19:30 Uhr (3:32 min).
- Terug naar Tröblitz, NOS, Ad van Liempt en Esmeralda Böhm, 2010.[12]

### Krantenartikelen (selectie)
- Hans Arnold: Wie konnte das geschehen?. In: Liebenwerdaer Kreiszeitung. Nr. 11, 18. März 1965[38]
- Hans-Joachim Pohl: Der verlorene Transport. In: Verkehrsgeschichtliche Blätter. 25 Jahrgang, Berlin 1998, S. 120–124
- Schreckliche Tragödie am Schienenrand. In: Lausitzer Rundschau. Regionalausgabe Finsterwalde, 4. Oktober 2003
- Schipkau – eine Leidensstation jüdischer Häftlinge. In: Lausitzer Rundschau. Regionalausgabe Senftenberg, 16. April 2005
- Wir waren blutjung. In: Lausitzer Rundschau. Regionalausgabe Senftenberg, 20. April 2005
- Weiße Tücher flatterten an den 46 Waggons. In: Lausitzer Rundschau. Regionalausgabe Lübbenau/Calau, 20. April 2005
- Eine Kerze für die toten Juden von Tröbitz. In: Lausitzer Rundschau. Regionalausgabe Finsterwalde, 24. April 2007
- Verlorene Erinnerung. In: Potsdamer Neueste Nachrichten, 13. April 2013